# Hangikjöt
Hangikjöt (hængt kød) er en islandsk madret som består af røget lamme- eller fårekød, sædvanligvis serveret kogt i mindre stykker, varmt eller koldt, med béchamelsovs, grøne ærter og kartoffel, eller i tynde skiver på brød som flatbrød, rúgbrauð − en islandsk variant af rugbrød − eller med laufabrauð, 'løvbrød' som er tynde, runde og dekorerede.
Kødet kan komme fra forskellige dele på fåret, men det mest almindelige er fra bagbenet. Det der anses for at være den bedste kvalitet er sædvanligvis et helt ben med knoglen og et passende fedtlag, men smagen varierer afhængig af røgningsmetoden. 
Traditionelt fandtes der to varianter: en røget med birkeris og en med tørret gødning. I de senere år har man i butikkerne kunnet få både varmrøget og dobbeltrøget, tvíreykt som ofte serveres råt omtrent som den italienske skinke prosciutto med melon eller i en salat.
Hangikjöt er på Island en traditionel festret, som serveres til jul eller ved specielle lejligheder.